# Tubby Smith
Orlando Henry "Tubby" Smith, (nacido el 30 de junio de 1951 en Scotland, Maryland) es un entrenador de baloncesto estadounidense que ejerce en la NCAA, en la Universidad de High Point.

## Trayectoria
- Great Mills High School (1973-1979)
- Hoke County H.S. (1977-1979)
- Universidad de  Virginia Commonwealth (1979-1986), (Ayudante)
- Universidad de Carolina del Sur (1986-1989), (Ayudante)
- Universidad de Kentucky (1989-1991), (Ayudante)
- Universidad de Tulsa (1991-1995)
- Universidad de Georgia (1995-1997)
- Universidad de Kentucky (1997-2007)
- Universidad de Minnesota (2007-2013)
- Universidad de Texas Tech (2013-2016)
- Universidad de Memphis (2016-2018)
- Universidad de High Point (2018- )